# الجيلالي الغرباوي
الجيلالي الغرباوي (1930، جرف الملحة - 8 أبريل 1971، باريس) فنان تشكيلي تجريدي مغربي. يعتبر «أول رسام مغربي اختار هذا النمط من التعبير التصويري». 

## مسيرته
ولد الغرباوي في مدينة جرف الملحة التابعة لإقليم سيدي قاسم في المغرب عام 1930. في سن العاشرة فقد أباه وأمه فكفله عمه. التحق بعد ذلك بميتم ليتعلم مهنة يدوية. اخترق سنوات يُتمه ليصل إلى التعليم الثانوي في مدينة فاس. وبفضل دعم الكاتب أحمد الصفريوي، مدير الفنون الجميلة في الرباط، تمكّن من الحصول على منحة للدراسة في المدرسة العليا للفنون الجميلة مدة أربع سنوات، ألحقها بسنة قضاها في أكاديمية جوليان.
عام 1956 حصل على منحة من الحكومة الإيطالية لدراسة الفن، وفي سنة 1957 قبل دعوة من الأب دوني مارتان، ليقيم في دير تومليلن بمدينة أزرو، وهو المكان الذي سيعود إليه دائما بحثا عن العزلة والرغبة في أن يكون خالصا للفن. عام 1960 يعود إلى المغرب ولكنه بسبب شعوره الملحّ بالغربة يقيم في فندق صومعة حسان بالرباط.
عام 1971 يعود الغرباوي إلى باريس ليودّعها ميتا وهو جالس على مقعد عمومي في الثاني من أبريل من العام نفسه. 
توفي على أحد المقاعد العامة في شامب دي مارس بعد تعاطيه لجرعات زائدة من المخدرات والكحول، ودفن في فاس.
في عام 2015، بيعت إحدى لوحاته، زيت على قماش في مزاد بمبلغ 700,000 يورو في باريس.

## فن
قبل أن يتبنى غرباوي التجريد في أوائل الخمسينات من القرن الماضي، جرّب الانطباعية الفرنسية والتعبيرية الألمانية.
وفقاً لتوني ماريني، «يركز عمل غرباوي بشكل كبير على الحركة وضربات الفرشاة العصبية. مع الاضطراب اللوني والحيوية التلقائية، وقال أنه يخلق مساحة محايدة ومادة نشطة ومعبرة.»
وفي كتاب الفن في خدمة الاستعمار، يصف حامد عربوح الغرباوي وأحمد الشرقاوي بأنهما «ثنائيي الحركة» على النقيض من أتباع مدرسة الدار البيضاء الأصلية في حين سعى الناشطون الأصليون، بقيادة فريد بلكاهية، إلى الانفصال كليًا عن الفن الفرنسي والغربي، شمل التصويريون تأثيرات مغربية وغربية، وعملوا على التوفيق بين الأبعاد المختلفة للهوية المغربية ما بعد الاستعمار.

## المعارض الشخصية الرئيسية
- 1957: معرض فنيس فريم، الدار البيضاء.
- 1958: المركز الإيطالي العربي، روما.
- 1959: الملحقية الثقافية الفرنسية بالرباط والدار البيضاء.
- 1962: صالة ديسكفري بالرباط.
- 1965: متحف باب رواح الوطني بالرباط.
- 1966-1967: أمستردام ومونتريال.
- 1980: معرض استعادي بقاعة ليل نوير الرباط.
- 1993: معهد العالم العربي (بأثر رجعي).